# 巴倫角島

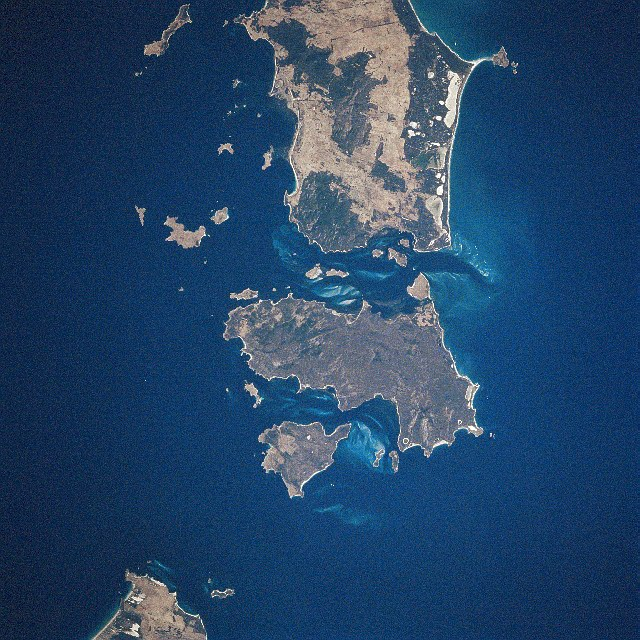
巴倫角島（中）

巴倫角島（英語：Cape Barren Island）是澳洲巴斯海峽中的一座島嶼，面積478平方公里，是弗諾群島的第二大島。北方是費蓮達島，南方則是克拉克島。行政上屬塔斯馬尼亞州管轄。島上住著大約70位原住民。

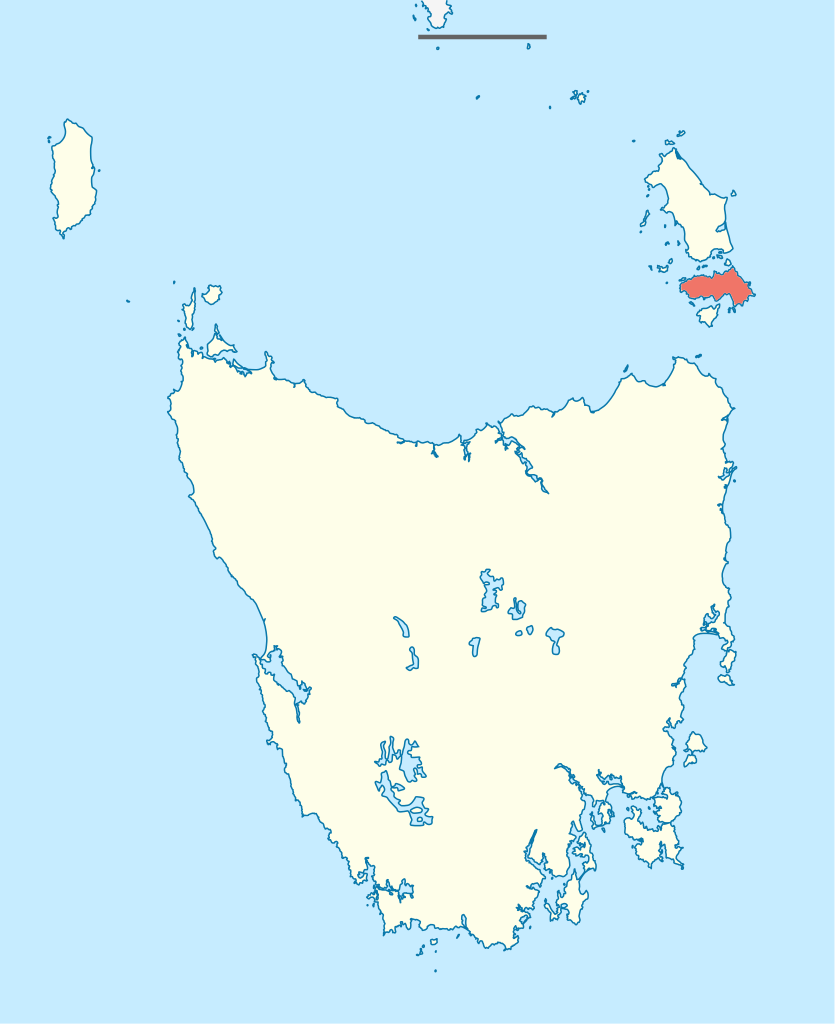
巴倫角島位置